# 古川俊隆
古川 俊隆（ふるかわ としたか、1944年5月7日 - ）は、日本の元内閣総理大臣秘書官。群馬県出身。早稲田大学卒業。
学生時代、小渕恵三が会長を務めていた群馬早稲田会に入会、ここで小渕と知り合った。その後、小渕が26歳で衆議院議員に選出され、古川は小渕の自宅に住み込んで秘書として活動するようになった。当時、古川はまだ学生だったので学生服しかもっておらず、小渕がプレゼントした1着のブレザーを着て仕事をしていたという。小渕の政治団体「未来産業研究会」の責任者を務めるなど、古川は忠実な部下として小渕を支え、その甲斐あって1998年に小渕は内閣総理大臣に就任し、古川は内閣総理大臣秘書官に就任した。そんな中、2000年に、いわゆる「NTTドコモ株疑惑」が浮上した。26億円相当のNTTドコモ株を、前身の上毛通信サービス時代に購入し、保有しているとされた疑惑である。後日、古川は報道元の「週刊現代」編集長と記事を書いたジャーナリストを名誉毀損で告訴した。この件は2000年4月に突如小渕総理が脳梗塞に倒れ、翌5月に死去したことでいつの間にか立ち消えになった。